# Choerophryne longirostris
Espèce
Statut de conservation UICN

 DD  : Données insuffisantes
Choerophryne longirostris est une espèce d'amphibiens de la famille des Microhylidae.

## Répartition
Cette espèce est endémique de la province de Sandaun en Papouasie-Nouvelle-Guinée. Son aire de répartition concerne deux sites distants d'un kilomètre sur le mont Menawa, dans les monts Bewani. Les spécimens ont été collectés entre 950 et 1 200 m d'altitude,.

## Publication originale
- Kraus & Allison, 2001 : A review of the endemic New Guinea microhylid frog genus Choerophryne. Herpetologica, vol. 57, p. 214-232.